# エブロ川
エブロ川（エブロがわ、スペイン語: Ebro, [ˈeβɾo]）は、イベリア半島北東部を流れる河川。カタルーニャ語ではエブラ川（カタルーニャ語: Ebre, カタルーニャ語: [ˈeβɾə, ˈeβɾe]）。

## 特徴
全長は930kmであり、イベリア半島ではタホ川（テージョ川）に次いで2番目に長い河川である。流量は426km3、流域面積は80,093km2であり、それぞれイベリア半島ではドゥエロ川（ドウロ川）に次いで2番目に大きな河川である。タホ川とドゥエロ川はスペインとポルトガルを流れる国際河川であり、スペイン国内のみを流れる河川としては最も流量が多い。
エブロ川本流の水源はカンタブリア州フォンティブレにある。カンタブリア州、カスティーリャ・イ・レオン州、ナバーラ州、アラゴン州、カタルーニャ州の5自治州を流れた後にエブロ・デルタで地中海に注いでおり、支流はバスク州にも流れている。エブロ川本流沿岸の主要都市にはログローニョやサラゴサなどがあり、支流沿岸の主要都市にはビトリア＝ガステイス、パンプローナ、リェイダなどがある。上流に向かって外来種であるカワホトトギスガイの生息域が広がっている。

## 名称
古代ギリシア人はこの河川を Ἴβηρ (Ibēr)と呼び、古代ローマ人は Hiber、Iber、Iberus Flumen などと呼んだ。ローマ人による名称が今日のエブロ川の語源である。イベリア半島やイベリア人という名称はこの河川より後に名づけられた名称である。ギリシア人がこの河川に対して地元住民の名称を使用していたかどうかは定かではなく、Iber や Hiber という単語の意味も定かではない。現代バスク語で ibar は「谷」または「水生湿地」を意味し、ibai は「河川」を意味するが、これらのバスク語の単語がエブロ川の語源に関連する証拠は存在しない。

## 流路

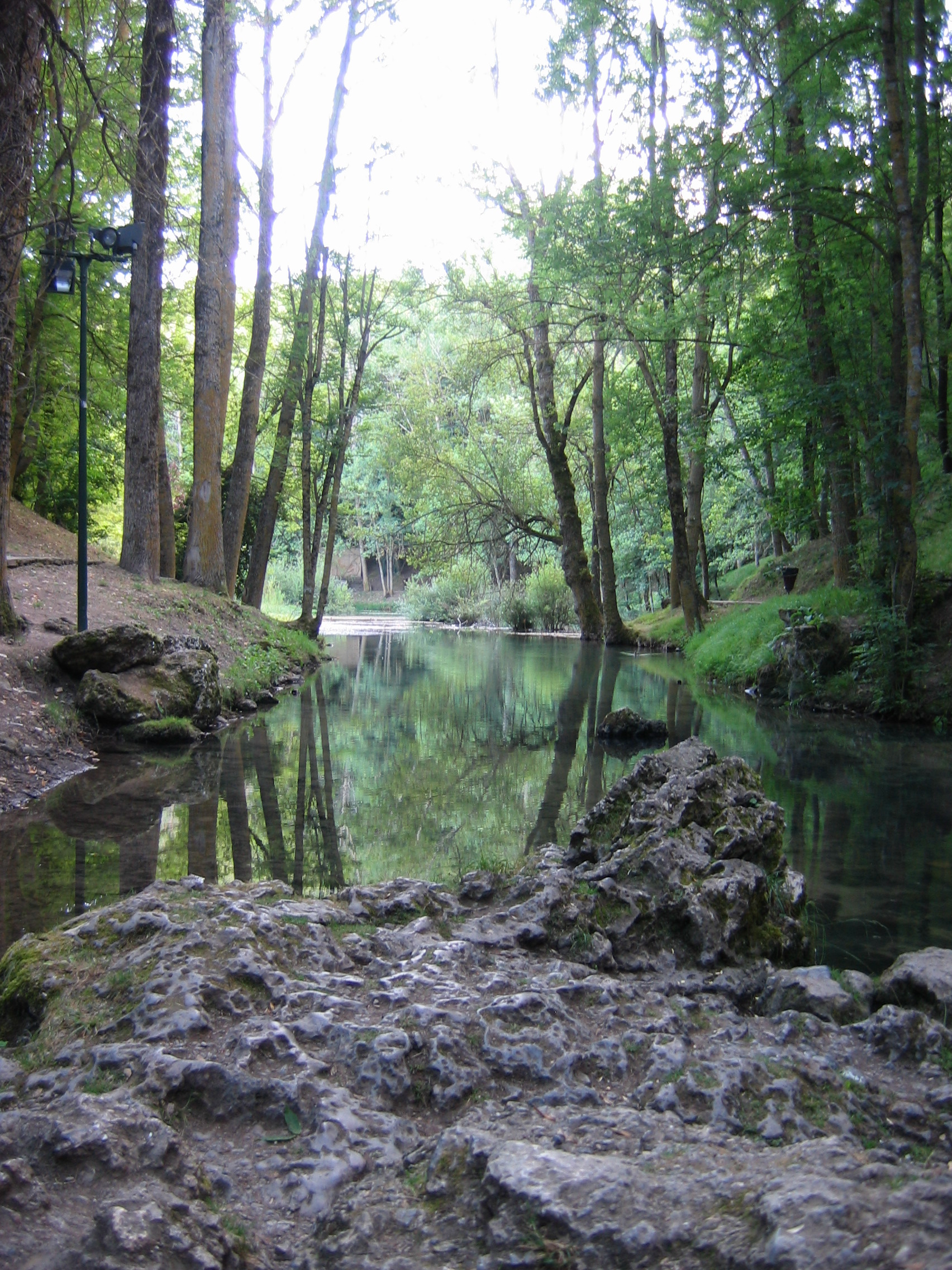
フォンティブレにあるエブロ川の水源

エブロ川の水源はカンタブリア州フォンティブレにあり、この町の名称はラテン語の「Fontes Iberis」という単語に由来している。水源の近くには河川を堰き止めて形成された巨大な人造湖であるエブロ貯水池がある。エブロ川上流部はカスティーリャ・イ・レオン州ブルゴス県の岩がちな峡谷を通って東に向かって流れる。ラ・リオハ州やナバーラ州に達すると、北方のピレネー山脈や南方のイベリコ山系から多くの支流を集め、石灰岩でできた幅の広い川谷を形成する。ログローニョ付近にあるラムサール条約登録地の「ラス・カニャス貯水池」と塩湖の「ラグアルディア湖群」にはゴイサギ、ムラサキサギ、サンカノゴイ、ブロンズトキ、カイツブリ、カンムリカイツブリなどの鳥類が生息している。
アラゴン州に入り、谷の幅が拡大して水量が増すと、エブロ川の流れは遅くなる。ピレネー山脈中央部やイベリコ山系から大きな支流を集めるが、特に山脈に積もった雪が解ける季節である春季には大量の水がエブロ川に流れ込み、流域最大の都市であるサラゴサではかなりの水量となっている。サラゴサ市街地にはエブロ川に面してヌエストラ・セニョーラ・デル・ピラール聖堂が建っている。サラゴサの下流部の流域一帯にはラムサール条約登録地の「サスタゴ＝ブハラロス塩類平原」と「チプラナ塩湖」がある。
カタルーニャ州に入るとエブロ川の谷は狭くなり、山地の存在によって蛇行することを強いられる。この地域にはメキネンサ・ダム、リバ・ロハ・ダム、フリシュ・ダムなど大規模なダムがいくつも建設されている。流路の最後の部分に近づくと南に向きを変え、壮大な峡谷の中を流れる。カルボー山地にある巨大な石灰質の崖の中を流れ、この峡谷はエブロ川の谷と地中海岸地域を分離している。峡谷を抜けるとトルトーサ付近で東に向きを変え、アンポスタでエブロ・デルタに入る。海に向かって突き出したエブロ・デルタを数十キロメートル流れた後、トルトーサ岬で地中海に注ぐ。

### エブロ・デルタ

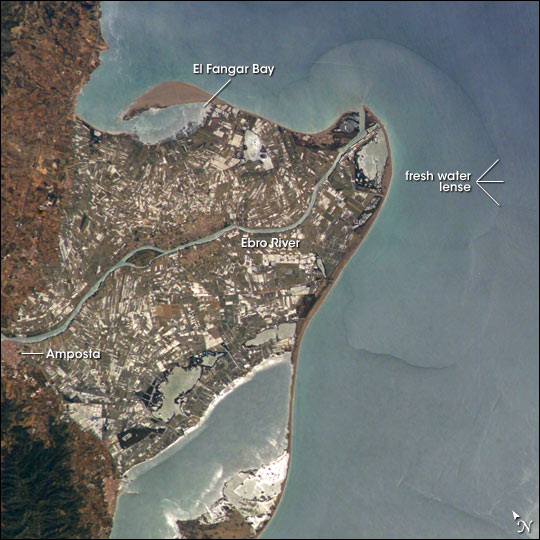
鳥趾状三角州であるエブロ・デルタの衛星写真

カタルーニャ州タラゴナ県の河口部にはエブロ・デルタと呼ばれる三角州が形成されており、その面積は340km2、地中海西部地域最大規模の湿地の1つを形成している。行政区画はバッシ・エブラ、ムンシアーとテーラ・アルタの3つのコマルカを跨ぎ、テレス・デ・レブレという地域をなしている。4世紀の湊は現在のエブロ川河口からかなり内陸に遡った位置にあった。デルタは下流にむかって急速に拡大しているが、それは現在では河口から数十キロメートル内陸にあるアンポスタの町がかつて港町だったことで明らかである。デルタの丸みを帯びた形状は、エブロ川の流れによる土砂の堆積が波の浸食による土砂の後退より多いことで形成されている。先端部はブダ島と呼ばれている。
今日のデルタでは集約的農業が行われており、コメ、特に柑橘類などの果物、野菜を栽培している。リモニアストルム属、ジゴフィルム属などが生える数多くの砂浜、湿地、塩沼があり、300種以上の鳥類の生息地となっている。1983年、スペイン政府は自然資源を保護するために、エブロ・デルタの大部分をエブロ・デルタ自然公園に指定した。また、1993年にラムサール条約登録地となり、2013年にカロ山を含む、ヨーロッパアカマツ、イチゲイチヤクソウ、ヒメハナワラビ、コトネアステル・インテリガーリムスなどが生える周辺のイベリコ山系、ポルツ・デ・トルトーサ＝ベセイト山脈、カルドー山脈、ティビッサ山脈、セニア川流域、サン・ジョルディ湾、ムンシアー山脈などと共にユネスコの生物圏保護区に指定された。農業団体と保全団体によって建設された運河と灌漑水路のネットワークは、エブロ・デルタの生態系保護や経済的資源の維持を支えている。

## 地理

### 地質
カルスト地形の地質学的形成過程は、古代の海底で形成された大規模な石灰岩の岩盤の可溶性炭酸塩岩の層という景観を形作った。アラゴン地方に因んで命名された鉱物のアラゴナイトは、エブロ川流域中央部に炭酸塩が豊富にあることを証明している。流域の大部分の土壌は元来やせており、石灰質で小石や石が多く、しばしば塩分濃度の高い内陸湖の存在で塩分を有している。

### 気候
ラ・リオハ州やナバーラ州などの上中流部は大西洋からも地中海からも遠い場所にあり、海風は周囲の山地によって隔てられるため、気候はだんだんと大陸性気候となる。夏季の極端な気温や乾燥した空気を特徴とするため、夏季には乾燥して高温となり、乾燥性気候や半乾燥性気候の地域で見られる夏季に似通っている。
半乾燥性のエブロ川流域内陸部の夏季は乾燥し、年降水量は400-600mm、春季と秋季にもっとも降水量が多くなる半砂漠性気候である。植生は藪に覆われる。夏季は暑く、冬季は寒い。乾燥した夏季は最高気温が摂氏35度以上となり、時折摂氏40度を超える。冬季は最低気温が氷点下となる。一部の地域では植生は凝縮された霧によって生成された湿度に大きく依存する。月夜には地面に霜が降りることが多く、散発的に降雪もある。

## 歴史

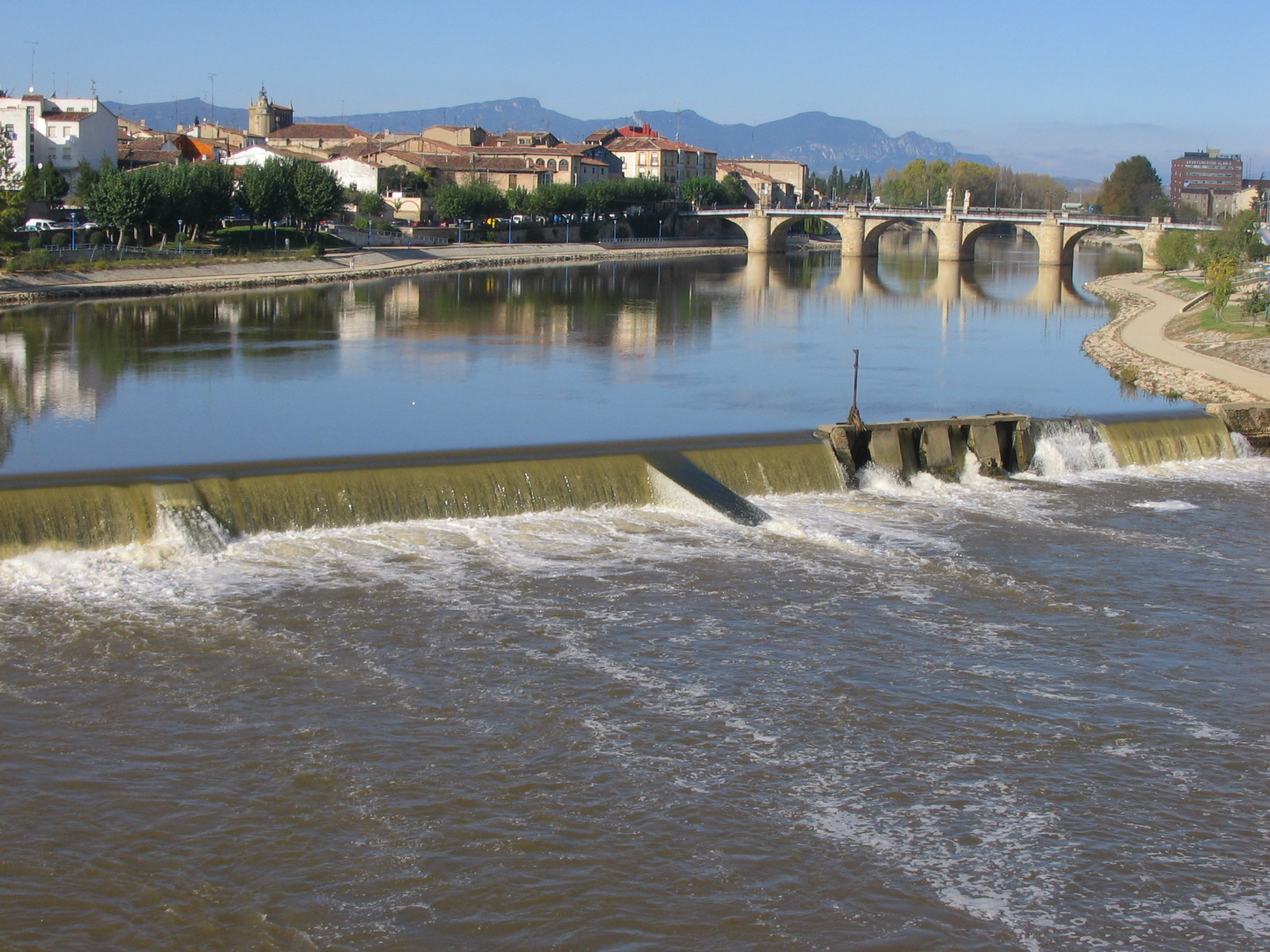
ミランダ・デ・エブロを流れるエブロ川

紀元前264年から紀元前241年の第一次ポエニ戦争後、エブロ川は北岸のローマ人領域と南岸のカルタゴ人領域を隔てる自然的境界として使用された。ローマはカルタゴのハンニバルがイベリア半島に影響力を増大させることを恐れ、エブロ川のかなり南にローマの保護領としてサグントゥムの町を形成した。ハンニバルはこの協定をローマの攻撃的な姿勢であると分析し、ローマに対して第二次ポエニ戦争を起こした。
スペイン最古のシトー会修道院のひとつであるルエダの聖母王立修道院はエブロ川河岸に位置する。この王立修道院は1202年に建設され、建物はオリジナルの状態で現存している。修道院はエブロ川と強く結び付いており、スペインで電力生産のために建設された最初期の大規模水車を使用した。この修道院はエブロ川の流れを建物内に取り入れ、水力によるセントラルヒーティングシステムを構築した。歴史的にエブロ川の流域にはナバラ王国やアラゴン王国が栄えた。16世紀には全長116kmのアラゴン・インペリアル運河が建設された。
スペイン内戦中の1938年には、内戦でもっとも激しかった戦いのひとつであるエブロ川の戦い (英語版) が起こった。共和国軍は第一次戦に勝利したが、結局は反乱軍の勝利に終わり、共和国軍は目標としていたガンデーザの町に到達することができなかった。

## 経済

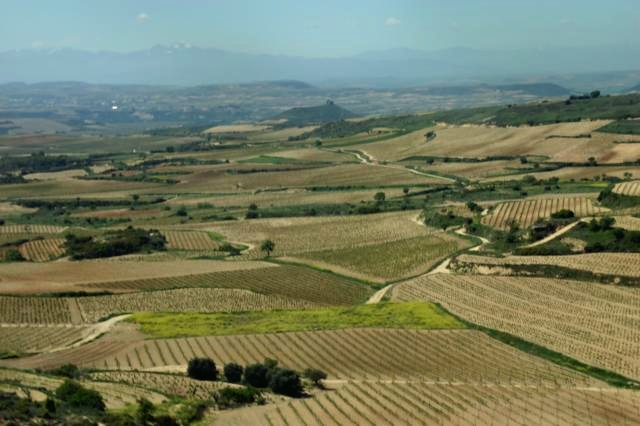
リオハワインのブドウ畑の景観

乾燥地帯を流れる割には水量が豊富だとされる。ピレネー山脈にある支流には多くのダムが建設され、スペイン全体の20%近くに達する水力発電所からの発電量は、主にバスク州やカタルーニャ州の工業地帯に供給される。
オリーブは乾燥には強いものの寒さには比較的弱い植物であり、エブロ川中流域がオリーブ栽培の北限である。中流域よりも下流側では地中海式農業を行うことができる。中流域では牧草やテンサイなどが生産され、ブドウはリオハ・ワインに用いられる。非灌漑地域では穀物が栽培されている。エブロ川最下流部は地中海性気候であり、夏季に乾燥する地域であるものの、エブロ川の豊富な水量を利用して、豊富な水を必要とする稲作が行われている場所も存在する。特に、河口部の鳥趾状三角州は商業的な稲作が行われている地域として知られている。

## 文化
アーネスト・ヘミングウェイの短編小説『白い象のような山並み』はエブロ川の谷を舞台としている。

## 主な都市

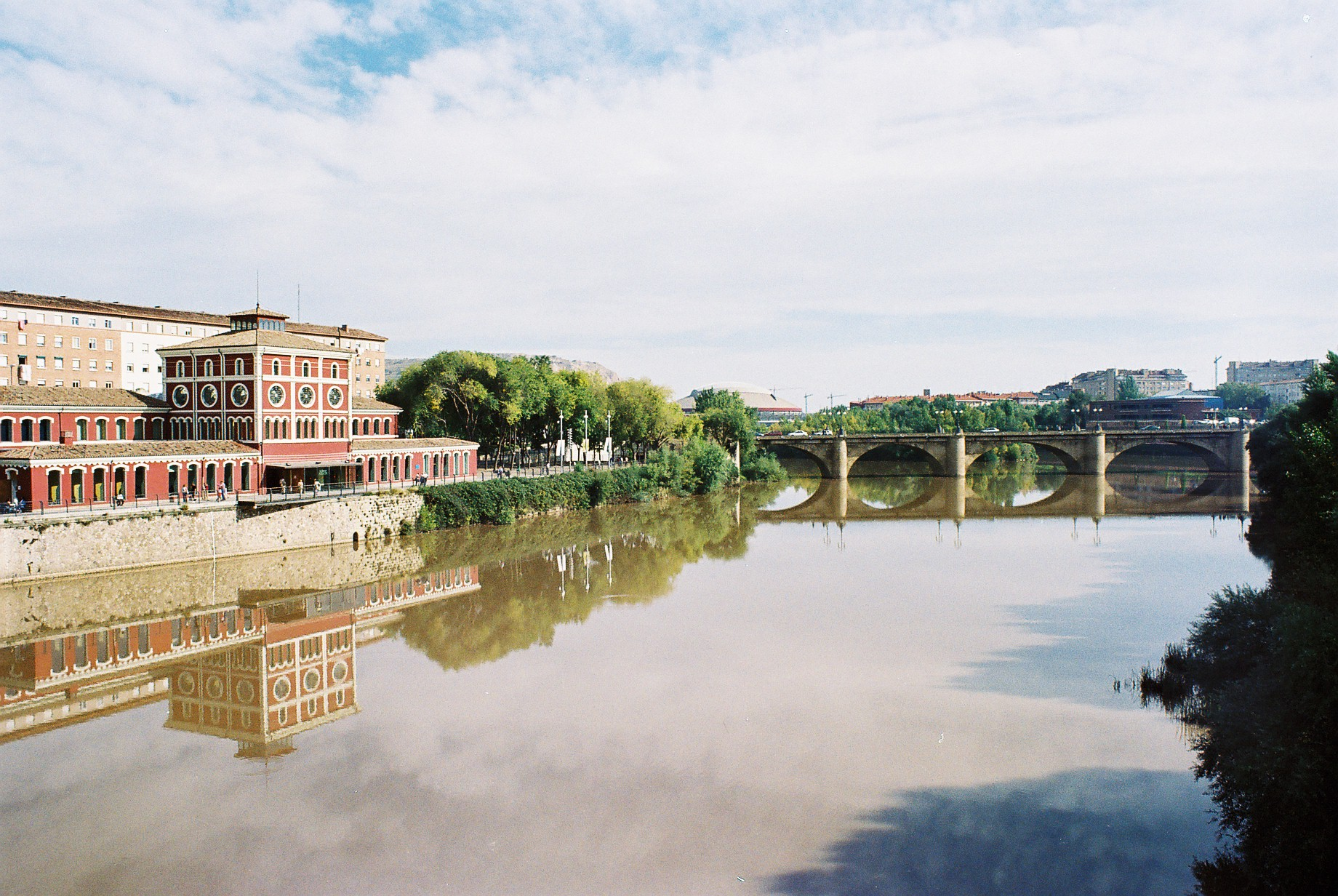
ログローニョの町

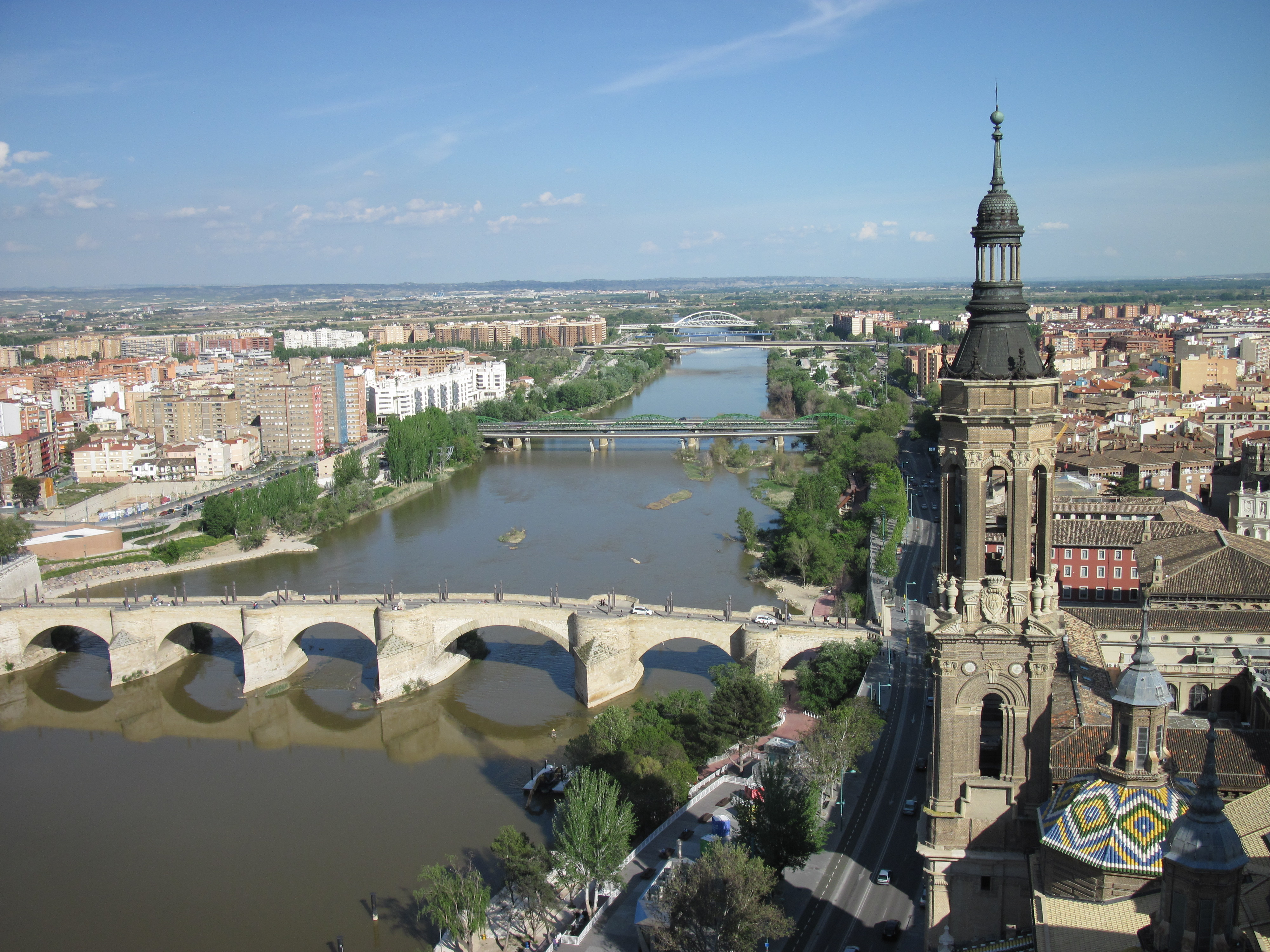
サラゴサを流れるエブロ川

エブロ川本流
- レイノーサ（カンタブリア州）
- フリアス（英語版）（カスティーリャ・イ・レオン州）
- ミランダ・デ・エブロ（カスティーリャ・イ・レオン州）
- アーロ（ラ・リオハ州）
- ログローニョ（ラ・リオハ州）
- カラオラ（ラ・リオハ州）
- アルファロ（英語版）（ラ・リオハ州）
- トゥデラ（ナバーラ州）
- アラゴン（英語版）（アラゴン州）
- ウテーボ（英語版）（アラゴン州）
- サラゴサ（アラゴン州）
- カスペ（英語版）（アラゴン州）
- フリシュ（英語版）（カタルーニャ州）
- トルトーサ（カタルーニャ州）
- アンポスタ（カタルーニャ州）

支流
- ビトリア＝ガステイス（サドーラ川沿岸、バスク州）
- エステーリャ（エガ川沿岸、ナバーラ州）
- パンプローナ（アルガ川沿岸、ナバーラ州）
- タファリャ（アルガ川沿岸、ナバーラ州）
- カラタユー（ハロン川沿岸、アラゴン州）
- ハカ（アラゴン川沿岸、アラゴン州）
- リェイダ（セグレ川沿岸、カタルーニャ州）

## 支流

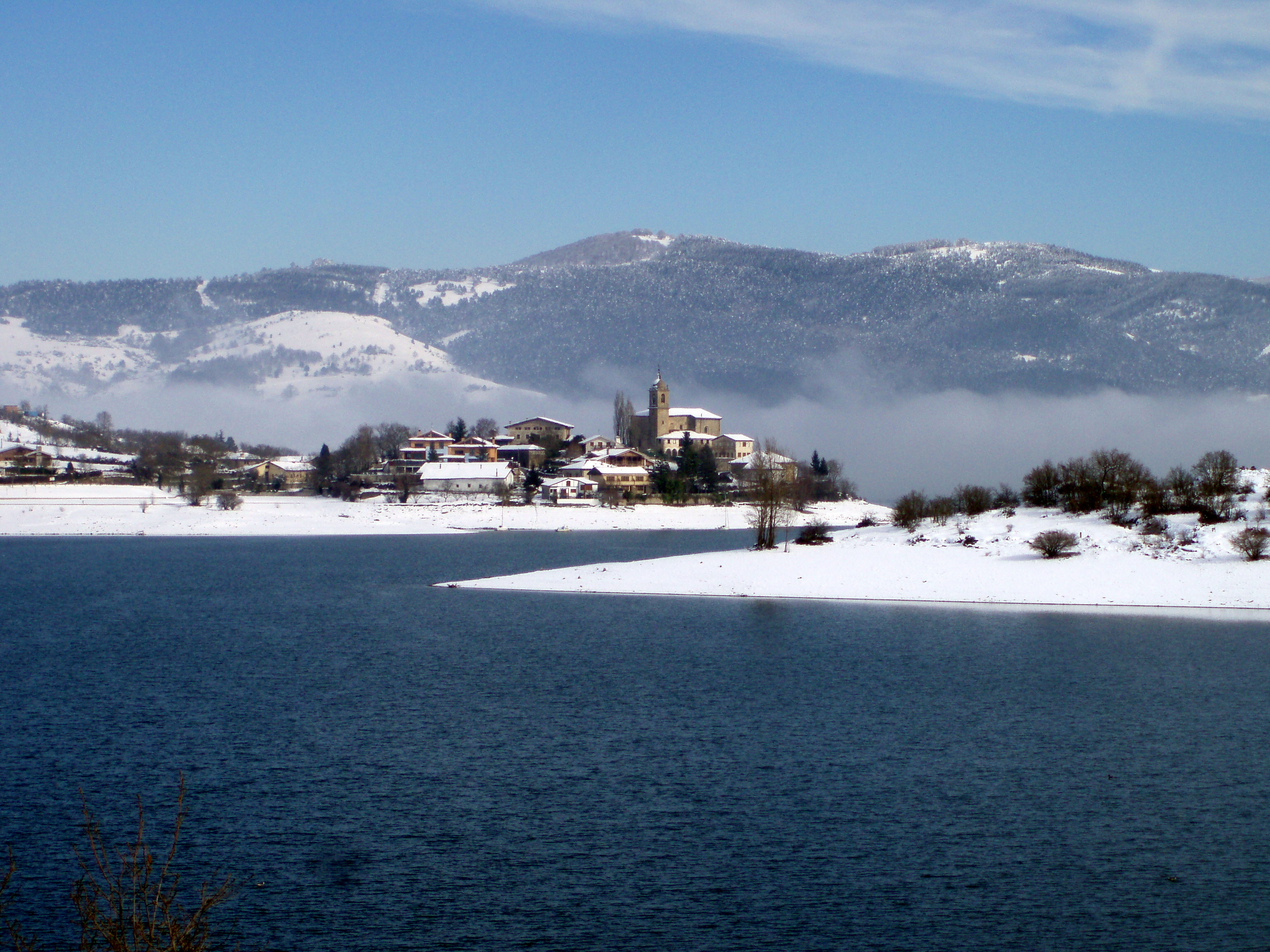
ウリバリ＝ガンボア貯水池

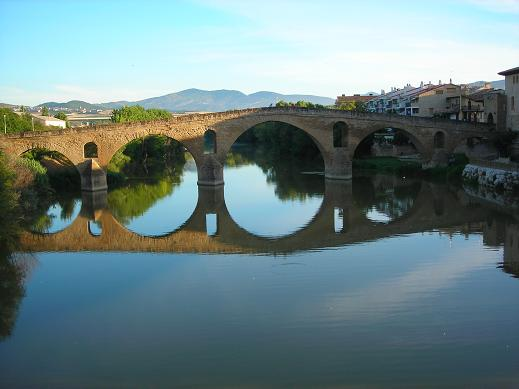
プエンテ・ラ・レイナを流れるアルガ川

### 右岸（南岸）
- オカ川（英語版）
- オハ川（英語版）
- ティロン川（英語版）
- ナヘリーリャ川（英語版）
- イレグア川（スペイン語版）
- シダコス川（英語版）
- アラマ川（英語版）
- ハロン川
- ウエルバ川（英語版）
- マルティン川（スペイン語版）
- グアダローペ川（英語版）
- マタラーニャ川（英語版）

### 左岸（北岸）
- ネラ川（英語版）
- ヘレア川（スペイン語版）
- バジャス川（英語版）
- サドーラ川
  - ウリバリ＝ガンボア貯水池
- エガ川（英語版）
- アラゴン川
  - アルガ川
    - ウルツァマ川

  - イラティ川
  - ジェサ貯水池（スペイン語版）
  - ベラル川（バスク語版）
- ガリェゴ川
- セグレ川
  - バリラ川（英語版） : アンドラ公国を集水域とする。
  - ノゲラ・リバゴルサナ川（英語版）
  - シンカ川